# Richie Sambora
Richard Stephen Sambora (nascut l'11 de juliol de 1959 a Perth Amboy, Nova Jersey), de nom artístic Richie Sambora, és el guitarrista i principal compositor al costat de Jon Bon Jovi del grup que ambdós lideren, Bon Jovi. Des del 2009 forma part del prestigiós "Songwriters Hall of Fame" (Saló de la Fama dels compositors) al costat del seu company de grup Jon Bon Jovi. Va ser col·locat en el lloc Nº 28 segons la revista Total Guitar dels 100 millors guitarristas de la historia.
Amb el passar dels anys Richie ha canviat molt el seu estil. Va passar del Hair Metall al Glam Metall que va fusionar amb el Heavy Metall; del Heavy Metall al Hard Rock, d'aquest al Rock amb sons moderns, d'aquest al Country i fins i tot arribà al Pop Rock. Però es caracteritza per l'ús de la palanca de vibració i pinch armonics
 que moltes vegades els usa units donant un so al·lucinant; també es caracteritza per passar la vitela per les tres primeres cordes però de manera inversa al que es fa comunament al passar la vitela per les cordes. També és un guitarrista molt ràpid i ho ha demostrat en cadascun dels seus solos.

## Discografia Solista
- Stranger in This Town 1991
- Undiscovered Soul 1998
- Aftermath of the Lowdown 2012

## Discografia amb Bon Jovi
| Primera etapa (1984-1988)                |      |                                      |
| Bon Jovi                                 | 1984 | Àlbum d'estudi                       |
| 7800º Fahrenheit                         | 1985 | Àlbum d'estudi                       |
| Slippery When Wet                        | 1986 | Àlbum d'estudi                       |
| New Jersey                               | 1988 | Àlbum d'estudi                       |
| Segona etapa (1992-1995)                 |      |                                      |
| Keep The Faith                           | 1992 | Àlbum d'estudi                       |
| Crossroad                                | 1994 | Recopilatori de "grans èxits"        |
| These Days                               | 1995 | Àlbum d'estudi                       |
| Tercera etapa (2000-actualitat)          |      |                                      |
| Crush                                    | 2000 | Àlbum d'estudi                       |
| One Wild Night Live 1985-2001            | 2001 | Recopilatori en viu                  |
| Bounce                                   | 2002 | Àlbum d'estudi                       |
| This Left Feels Right                    | 2003 | Recopilatori de cançons versionades. |
| 100,000,000 Bon Jovi Fans Can't Be Wrong | 2004 | Box Set amb 50 cançons inèdites      |
| Have A Nice Day                          | 2005 | Àlbum d'estudi                       |
| Lost Highway                             | 2007 | Àlbum d'estudi                       |
| The Circle                               | 2009 | Àlbum d'estudi                       |
| Greatest Hits II                         | 2010 | Recopilatori de "grans èxits II"     |